# 김재한
김재한(金在漢, 1947년 4월 1일 ~ )은 대한민국의 축구인이다. 1970년대 대한민국 축구 국가대표팀 선수였으며 190cm가 넘는 키로  포스트 플레이에 능했다.